# Governo Spadolini I
Il Governo Spadolini I è stato il trentanovesimo esecutivo della Repubblica Italiana, il quarto dell'VIII legislatura.
Il governo rimase in carica dal 28 giugno 1981 al 23 agosto 1982 per un totale di 421 giorni, ovvero 1 anno, 1 mese e 26 giorni.
Il governo ottenne la fiducia dal Senato il 9 luglio 1981 con 182 voti a favore e 124 contrari.
Il governo ottenne la fiducia dalla Camera l'11 luglio 1981 con 369 voti a favore e 247 contrari.
Cadde per il rigetto di un decreto petrolifero da parte del parlamento, a causa di "franchi tiratori" della DC. Spadolini si dimise, il 7 agosto 1982.

## Storia
Travolta dallo scandalo della loggia massonica P2 la DC è costretta a farsi da parte e a cedere a un laico (per la prima volta dal 1945) la guida di un governo che fonde le esperienze del centrismo degasperiano (DC-PLI-PSDI-PRI) e del centro-sinistra organico (DC-PSI-PSDI-PRI) nel quale convivono due partiti che si sono sempre considerati tra loro alternativi, come il PSI e il PLI. Con la nascita del Pentapartito viene definitivamente allontanata la possibilità dell'allargamento della maggioranza nei confronti del Partito Comunista.
Si dice che l'accordo venne siglato nel 1981 in un camper, durante il congresso del PSI ("patto del camper") fra il democristiano Arnaldo Forlani e il segretario socialista Bettino Craxi: ciò avvenne con la "benedizione" di Giulio Andreotti, tanto che il patto venne chiamato anche "CAF" (cioè Craxi-Andreotti-Forlani).
Nonostante una lunga incubazione in occasione del voto di fiducia emerge tutta la conflittualità tra i due principali partiti, la DC e il PSI. I socialisti, infatti, furono costretti a votare la fiducia solo per evitare che esso potesse nascere grazie all’astensione dei comunisti, interessati ad evitare le elezioni anticipate. Proprio le elezioni anticipate saranno il principale nodo del contendere: il PCI non le voleva perché stava perdendo voti; il PSI le sosteneva per sfruttare il momento favorevole e rafforzare la propria posizione nei confronti sia dei comunisti che dei democristiani.

## Compagine di governo

### Appartenenza politica
L'appartenenza politica dei membri del Governo, al momento dell'insediamento, si può così riassumere:
- Partito Repubblicano Italiano (PRI): Presidente del Consiglio, 1 ministro, 3 sottosegretari;
- Democrazia Cristiana (DC): 15 ministri, 31 sottosegretari;
- Partito Socialista Italiano (PSI): 7 ministri, 15 sottosegretari;
- Partito Socialista Democratico Italiano (PSDI): 3 ministri, 5 sottosegretari;
- Partito Liberale Italiano (PLI): 1 ministro, 3 sottosegretari

### Sostegno parlamentare
| Camera dei Deputati | Camera dei Deputati | Seggi                  |
| ------------------- | --- | ---------------------- |
|                     | Democrazia Cristiana Partito Socialista Italiano Partito Socialdemocratico Italiano Partito Repubblicano Italiano Partito Liberale Italiano Südtiroler Volkspartei Union Valdôtaine Totale Maggioranza | 262 62 20 17 9 4 1 375 |
|                     | Partito Comunista Italiano Movimento Sociale Italiano Partito Radicale PdUP per il Comunismo Totale Opposizione                                                                                        | 201 30 18 6 255        |
| Totale              | Totale | 630                    |

| Senato della Repubblica | Senato della Repubblica | Seggi                |
| ----------------------- | --- | -------------------- |
|                         | Democrazia Cristiana Partito Socialista Italiano Partito Socialdemocratico Italiano Partito Repubblicano Italiano Südtiroler Volkspartei Partito Liberale Italiano Union Valdôtaine Totale Maggioranza | 138 32 9 6 3 2 1 191 |
|                         | Partito Comunista Italiano Movimento Sociale Italiano Partito Radicale Totale Opposizione | 109 13 2 124         |
| Totale                  | Totale | 315                  |

Il Governo gode dell'appoggio dei seguenti partiti o gruppi presenti in Parlamento:
- Democrazia Cristiana;
- Partito Socialista Italiano;
- Partito Socialista Democratico Italiano;
- Partito Repubblicano Italiano;
- Partito Liberale Italiano;
- Südtiroler Volkspartei (appoggio esterno);
- Union Valdôtaine (appoggio esterno).

### Provenienza geografica
| Regione               | Presidente | Ministri | Sottosegretari | Totale |
| --------------------- | ---------- | -------- | -------------- | ------ |
| Toscana               | 1          | 1        | -              | 2      |
| Lombardia             | -          | 4        | 7              | 11     |
| Veneto                | -          | 2        | 7              | 9      |
| Puglia                | -          | 3        | 5              | 8      |
| Lazio                 | -          | 2        | 5              | 7      |
| Calabria              | -          | 2        | 4              | 6      |
| Campania              | -          | 1        | 5              | 6      |
| Friuli-Venezia Giulia | -          | 2        | 3              | 5      |
| Piemonte              | -          | 2        | 2              | 4      |
| Emilia-Romagna        | -          | 1        | 3              | 4      |
| Sicilia               | -          | -        | 4              | 4      |
| Sardegna              | -          | 1        | 2              | 3      |
| Liguria               | -          | -        | 3              | 3      |
| Marche                | -          | -        | 3              | 3      |
| Abruzzo               | -          | 1        | 1              | 2      |
| Basilicata            | -          | 1        | 1              | 2      |
| Molise                | -          | 1        | 1              | 2      |
| Trentino-Alto Adige   | -          | 1        | 1              | 2      |
| Umbria                | -          | 1        | -              | 1      |

## Composizione
| Carica                                                                  | Titolare                              | Titolare                              | Titolare                              | Sottosegretari |
| Presidenza del Consiglio dei ministri                                   | Presidenza del Consiglio dei ministri | Presidenza del Consiglio dei ministri | Presidenza del Consiglio dei ministri | Sottosegretari di Stato alla Presidenza del Consiglio                                                                       |
| ----------------------------------------------------------------------- | ------------------------------------- | ------------------------------------- | ------------------------------------- | --- |
| Presidente del Consiglio dei ministri                                   |                                       |                                       | Giovanni Spadolini (PRI)              | - Francesco Compagna (PRI) (fino al 24/07/1982) Segretario del Consiglio dei ministri                                       |
| Ministri senza portafoglio                                              | Ministri senza portafoglio            | Ministri senza portafoglio            | Ministri senza portafoglio            | Sottosegretari di Stato |
| Affari regionali                                                        |                                       |                                       | Aldo Aniasi (PSI)                     | Carica non assegnata |
| Coordinamento delle iniziative per la ricerca scientifica e tecnologica |                                       |                                       | Giancarlo Tesini (DC)                 | Carica non assegnata |
| Coordinamento delle politiche comunitarie                               |                                       |                                       | Lucio Gustavo Abis (DC)               | Carica non assegnata |
| Coordinamento della protezione civile                                   |                                       |                                       | Giuseppe Zamberletti (DC)             | Carica non assegnata |
| Funzione pubblica                                                       |                                       |                                       | Dante Schietroma (PSDI)               | - Francesco Quattrone (DC)                                                                                                  |
| Interventi straordinari nel Mezzogiorno                                 |                                       |                                       | Claudio Signorile (PSI)               | - Salvatore Urso (DC) |
| Rapporti col Parlamento                                                 |                                       |                                       | Luciano Radi (DC)                     | Carica non assegnata |
| Ministero                                                               | Ministri                              | Ministri                              | Ministri                              | Sottosegretari di Stato |
| Affari esteri                                                           |                                       |                                       | Emilio Colombo (DC)                   | - Bruno Corti (PSDI) - Raffaele Costa (PLI) - Mario Fioret (DC) - Roberto Palleschi (PSI)                                   |
| Interno                                                                 |                                       |                                       | Virginio Rognoni (DC)                 | - Marino Corder (DC) - Angelo Maria Sanza (DC) - Francesco Spinelli (PSI)                                                   |
| Grazia e giustizia                                                      |                                       |                                       | Clelio Darida (DC)                    | - Giuseppe Gargani (DC) - Domenico Raffaello Lombardi (DC) - Gaetano Scamarcio (PSI)                                        |
| Bilancio e programmazione economica                                     |                                       |                                       | Giorgio La Malfa (PRI)                | - Giovanni Goria (DC) (fino al 03/06/1982) - Emilio Rubbi (DC) (dal 03/06/1982)                                             |
| Finanze                                                                 |                                       |                                       | Rino Formica (PSI)                    | - Giuseppe Amadei (PSDI) - Francesco Colucci (PSI) - Paolo Enrico Moro (DC) - Rodolfo Tambroni Armaroli (DC)                |
| Tesoro                                                                  |                                       |                                       | Beniamino Andreatta (DC)              | - Carlo Fracanzani (DC) - Giuseppe Pisanu (DC) - Eugenio Tarabini (DC) - Angelo Tiraboschi (PSI) - Claudio Venanzetti (PRI) |
| Difesa                                                                  |                                       |                                       | Lelio Lagorio (PSI)                   | - Bartolomeo Ciccardini (DC) - Martino Scovacricchi (PSDI) - Amerigo Petrucci (DC)                                          |
| Pubblica istruzione                                                     |                                       |                                       | Guido Bodrato (DC)                    | - Antonino Drago (DC) - Franca Falcucci (DC) - Giuseppe Fassino (PLI) - Sisinio Zito (PSI)                                  |
| Lavori pubblici                                                         |                                       |                                       | Franco Nicolazzi (PSDI)               | - Mario Casalinuovo (PSI) - Giorgio Santuz (DC)                                                                             |
| Agricoltura e foreste                                                   |                                       |                                       | Giuseppe Bartolomei (DC)              | - Mario Campagnoli (DC) - Fabio Fabbri (PSI)                                                                                |
| Trasporti                                                               |                                       |                                       | Vincenzo Balzamo (PSI)                | - Antonio Caldoro (PSI) - Dino Riva (PSDI) - Elio Tiriolo (DC)                                                              |
| Poste e telecomunicazioni                                               |                                       |                                       | Remo Gaspari (DC)                     | - Giorgio Bogi (PRI) - Pino Leccisi (DC) - Gaspare Saladino (PSI)                                                           |
| Industria, commercio e artigianato                                      |                                       |                                       | Giovanni Marcora (DC)                 | - Giovanni Angelo Fontana (DC) - Enrico Novellini (PSI) - Francesco Rebecchini (DC)                                         |
| Sanità                                                                  |                                       |                                       | Renato Altissimo (PLI)                | - Maria Magnani Noya (PSI) - Bruno Orsini (DC)                                                                              |
| Commercio con l'estero                                                  |                                       |                                       | Nicola Capria (PSI)                   | - Baldassare Armato (DC) - Enrico Rizzi (PSDI)                                                                              |
| Marina mercantile                                                       |                                       |                                       | Calogero Mannino (DC)                 | - Giovanni Nonne (PSI) - Francesco Patriarca (DC)                                                                           |
| Partecipazioni statali                                                  |                                       |                                       | Gianni De Michelis (PSI)              | - Silvestro Ferrari (DC) - Delio Giacometti (DC)                                                                            |
| Ministero del lavoro e della previdenza sociale                         |                                       |                                       | Michele Di Giesi (PSDI)               | - Mario Costa (DC) - Angelo Gaetano Cresco (PSI) - Mario Gargano (DC) - Piergiovanni Malvestio (DC)                         |
| Beni culturali e ambientali                                             |                                       |                                       | Vincenzo Scotti (DC)                  | - Pietro Mezzapesa (DC) |
| Turismo e spettacolo                                                    |                                       |                                       | Nicola Signorello (DC)                | Enrico Quaranta (PSI) |

## Cronologia

### 1981

#### Maggio
- 26-28 maggio: a 24 ore dall'atto formale delle dimissioni di Forlani il capo dello stato inizia le consultazioni in un clima reso incandescente dalle indagini sulla loggia P2. Tra DC e PSI, che hanno riunito le proprie direzioni in seduta notturna, esiste una profonda spaccatura, ma i secondi finiscono con l'accettare un reincarico a Forlani per timore di elezioni anticipate. Il presidente reincaricato, tuttavia, ha pochissimo spazio di manovra tra il suo partito, che chiede una riedizione del quadripartito allargato al PLI, e i socialisti che chiedono la guida del nuovo esecutivo.
Dc, PSI e servizi segreti sospendono dagli incarichi tutti gli uomini coinvolti a qualsiasi titolo nella P2. Il Consiglio superiore della magistratura rinvia un'analoga decisione al riguardo dei magistrati.[10]
- 30 maggio: all'assemblea generale della Banca d'Italia il governatore Carlo Azeglio Ciampi mette sotto accusa il governo uscente sul delicato tema dell'economia. Secondo i dati esposti all'esecutivo di Forlani è corrisposto un peggioramento del prodotto interno lordo e dei consumi che non si vedeva da almeno venti anni, principalmente a causa di un aumento della spesa pubblica e di provvedimenti economici inadeguati.

#### Giugno
- 4 giugno: dopo due giri di consultazioni Forlani non può ancora sciogliere la riserva. Le opposizioni accusano i partiti della ex maggioranza di voler trascinare la crisi fino al voto amministrativo del 21 giugno. Pertini impone al presidente incaricato un ultimatum: entro 48 ore deve decidere se continuare o rinunciare.[11]
- 10 giugno: dopo tre giri di consultazioni e due vertici tra DC e PSI Forlani rimette l'incarico. Il conflitto DC-PSI e l'ostilità dei repubblicani verso il segretario socialdemocratico Pietro Longo, la cui posizione nei confronti della P2 deve ancora essere chiarita. Senza ulteriori consultazioni il capo dello stato conferisce un secondo incarico a Giovanni Spadolini, che dichiara di non voler partire da una formula di governo precostituita.[12]
- 18 giugno: Spadolini scioglie la riserva ed accetta l'incarico.[13]
- 21-22 giugno: elezioni amministrative: la DC è in flessione generale, il PCI mantiene le posizioni ed in qualche caso (come a Roma) aumenta. Si registra una forte avanzata dei partiti laici e un calo del MSI. I risultati incoraggiano la formazione del nuovo governo, che deve superare lo scoglio della scelta dei ministri.[14]

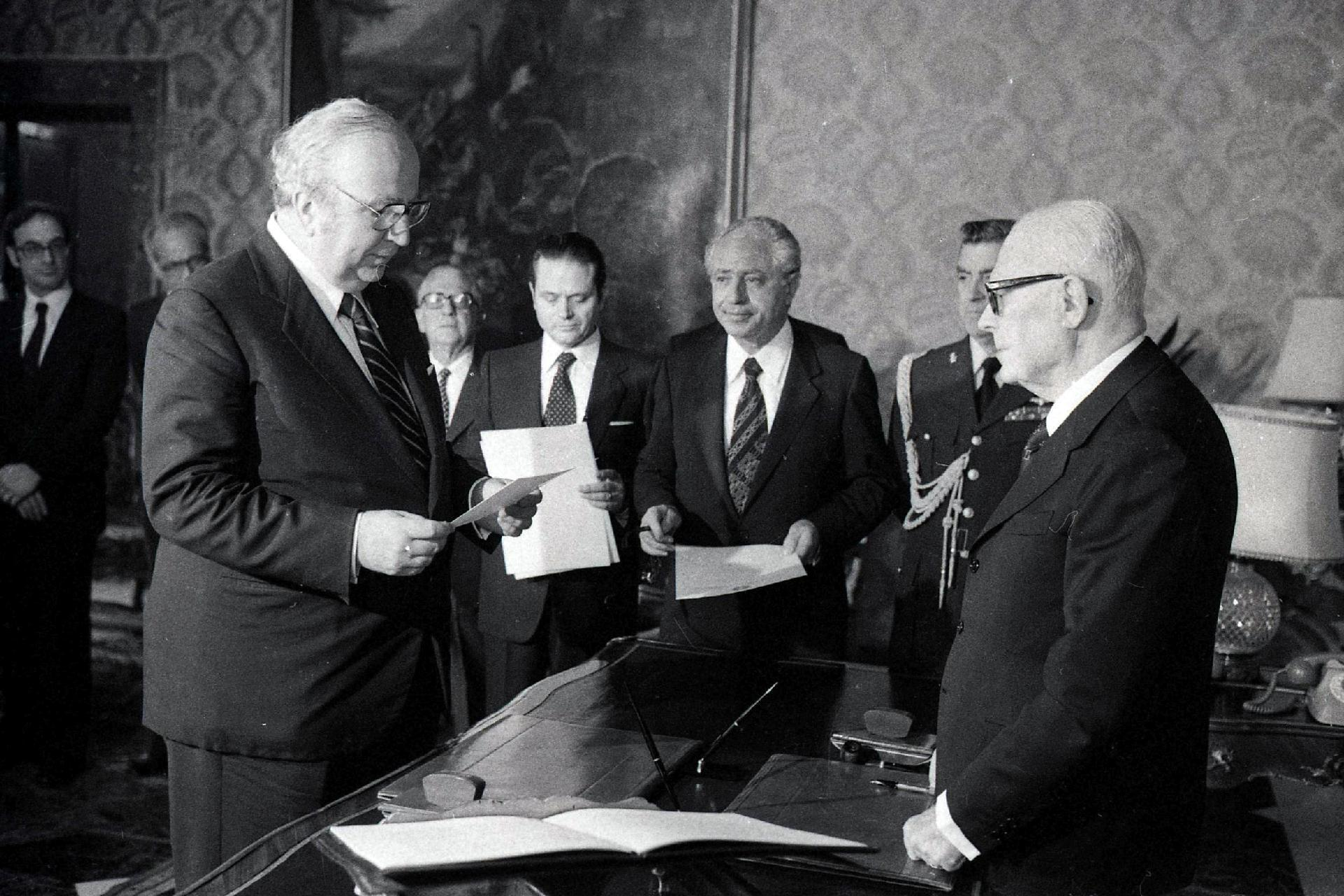
Giovanni Spadolini giura come Presidente del Consiglio dei ministri

- Giovanni Spadolini giura come Presidente del Consiglio dei ministri28 giugno: il nuovo governo giura nelle mani del capo dello stato. Ne fanno parte 15 democristiani, sette socialisti, tre socialdemocratici, un repubblicano e un liberale.

#### Luglio
- 1 luglio: entra in vigore l'aumento del ticket sui medicinali varato il 28 maggio: si va da +200 lire per le confezioni che costano fino a 1000 lire a +1.500 lire per quelle che superano le 5.000 lire. È previsto un gettito ulteriore di 190 miliardi, da destinare alla spesa sanitaria.[15]
- 2 luglio: il quotidiano Paese Sera pubblica alcune indiscrezioni sul programma di governo in tema di giustizia. Secondo il quotidiano romano Spadolini intende ampliare i casi di avocazione dei procedimenti da parte del procuratore generale, un'estensione delle ipotesi di ricusazione del pubblico ministero e ulteriori misure per garantire il segreto istruttorio. Non smentite dal presidente del consiglio, queste misure sono tacciate dalle opposizioni come condizioni imposte dai partiti di maggioranza coinvolti nell'affare P2.[16]

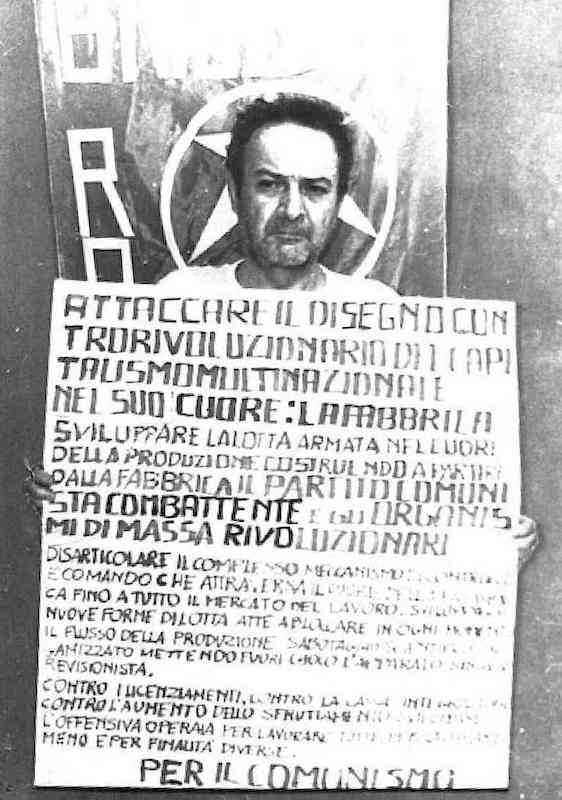
Giuseppe Taliercio

- 6 luglio: dopo 47 giorni di prigionia le Brigate Rosse fanno ritrovare il corpo dell'ing. Giuseppe Taliercio, direttore del petrolchimico di Marghera.[17]
- 7-11 luglio: Spadolini presenta il governo al senato. Il presidente del consiglio indica quattro emergenze (morale, economica, civile e politica) e respinge le insinuazioni che il gabinetto sia a termine, o comunque di attesa. Viene annunciata come prioritaria una legge che definisca in modo chiaro il concetto di associazione segreta, intesa come finalizzata a scopi clandestini anche quando se ne conosce l'esistenza. La mozione di fiducia viene approvata al senato con 182 voti a favore e 124 contro, alla camera con 616 voti a favore e 369 contro.
Mentre si accinge a prendere la parola alla camera Flaminio Piccoli viene informato di una intervista rilasciata a il Giornale da Carlo Donat Cattin. L'ideatore del preambolo lancia al segretario l'accusa di una gestione disordinata ed insicura e ne chiede le dimissioni.[18]
- 17 luglio: si riunisce un vertice di ministri economici, che decide di non aggiungere ulteriori tagli alla spesa pubblica oltre quelli decisi dal governo Forlani.
- 19 luglio: consiglio dei ministri: all'ordine del giorno alcune modifiche al bilancio dello stato: decisi rinvii di spesa per ottomila miliardi, 1400 dei quali nel settore sanitario. Benzina super e normale aumentano di 30 lire, il gasolio per riscaldamento di 6 lire. Viene smentita la notizia di un'imposta patrimoniale voluta dal ministro delle finanze Rino Formica.[19]

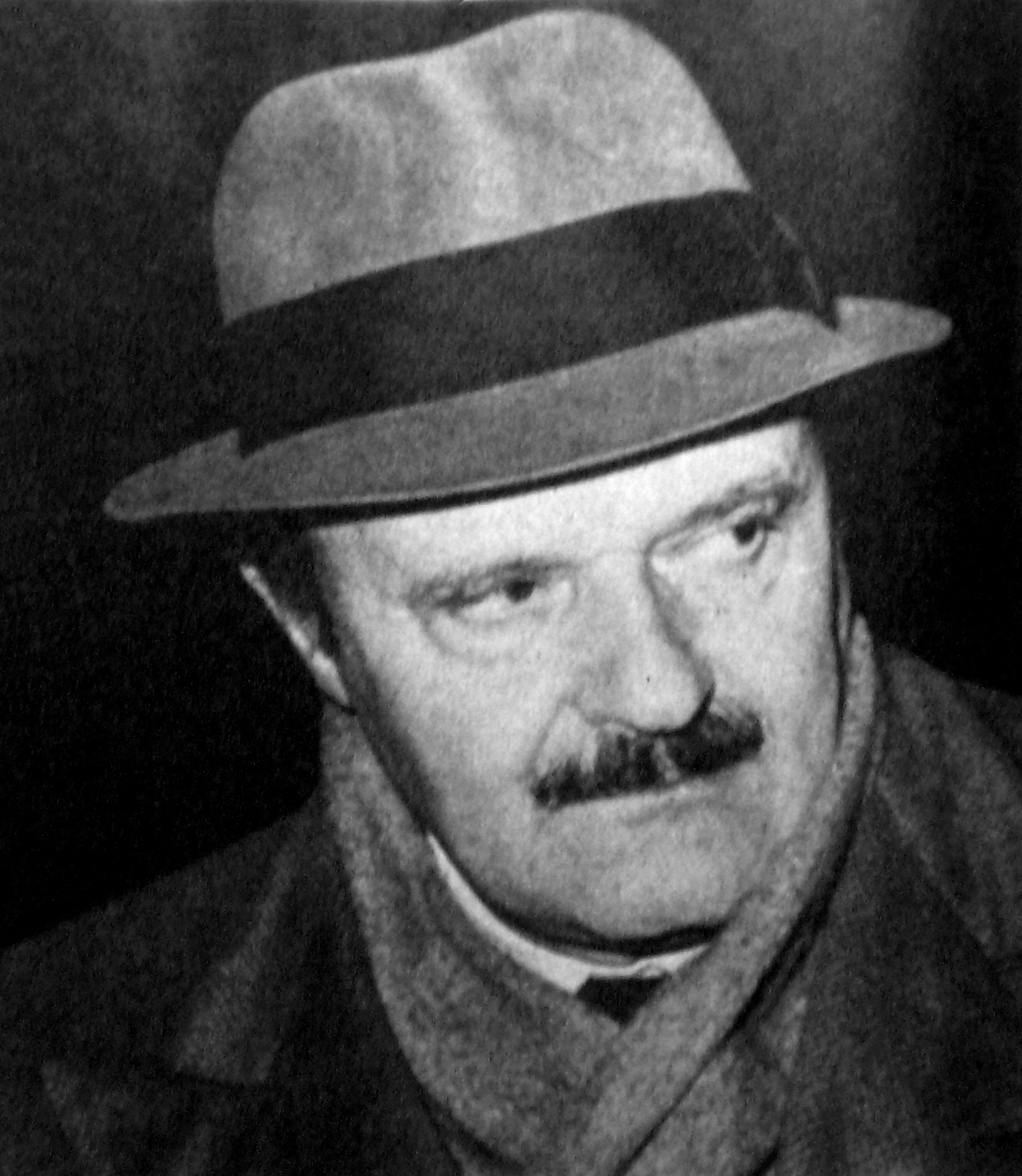
Roberto Calvi

- 20 luglio: Roberto Calvi è condannato a 4 anni di reclusione e 16 miliardi di multa per aver esportato illegalmente 27 miliardi di lire attraverso il rastrellamento fittizio di azioni della Toro Assicurazioni e del Credito varesino.
- 23 luglio: il ministro delle partecipazioni statali, Gianni De Michelis, presenta al governo un rapporto che denuncia un buco di 4.500 miliardi nel bilancio di IRI, ENI e EFIM per i primi mesi del 1981. L'indebitamento totale del sistema supera i 40 mila miliardi, con 6.000 miliardi di interessi verso il sistema bancario. Il ministro dell'industria, Giovanni Marcora, lancia a sua volta l'allarme su un bisogno energetico aggiuntivo di 20 mila MW che non si al momento come colmare.[20]
- 31 luglio-2 agosto: consiglio nazionale della DC: l'assise si apre in un clima di forte tensione per la crisi del partito, minato dallo scandalo P2, venir meno della guida politica del governo e privo di una linea politica e una guida credibili. Flaminio Piccoli annuncia che non rassegnerà le dimissioni. Carlo Donat Cattin si dimette dalla direzione nazionale ma il suo progetto di attacco alla segreteria fallisce per il rifiuto della corrente Forze nuove a seguirlo. Viene sostituito da Vittorino Colombo. Fanfani chiede invano una sospensione dei lavori ma il tentativo di un nuovo cartello tra le correnti viene stoppato da Andreotti. Approvato quasi all'unanimità un documento che approva la soluzione della crisi di governo e un'assemblea straordinaria che fissi gli indirizzi del congresso nazionale, previsto per febbraio 1982.[21]
- 7 agosto: alla provincia e al comune di Roma viene raggiunto un accordo per una giunta a quattro PCI, PSI, PRI, PSDI. Flaminio Piccoli e Costante Degan dichiarano che tali accordi rappresentano una turbativa alla stabilità dell'esecutivo, ma la maggioranza vede anche un conflitto del PSDI col presidente del consiglio per una intervista di quest'ultimo, nella quale sostiene la necessità di bonificare il palazzo dalla P2 e si dichiara indipendente dai condizionamenti delle segreterie.[22]
- 8 agosto: il settimanale Panorama anticipa i contenuti di alcune dichiarazioni fatte Roberto Calvi ai magistrati milanesi, in cui sostiene che Umberto Ortolani ha fatto pressioni per un finanziamento illegale al PSI di 21 milioni di dollari, accreditato su un conto estero.[23]
- 10 agosto: il ministro del tesoro, Nino Andreatta, come presidente del Comitato interministeriale per il credito e il risparmio, autorizza un aumento di capitale della società editrice Rizzoli da 23,5 a 76,5 miliardi di lire. È accordata un'emissione sei milioni di azioni, e una ricapitalizzazione del gruppo di 153 miliardi. Viene posta la condizione che la Centrale, la finanziaria di Roberto Calvi, potrà sottoscrivere soltanto azioni prive di diritto di voto.[24]
- 11 agosto: i gruppi comunisti di camera e senato chiedono una convocazione urgente delle aule e invitano il governo a riferire sulla decisione di concedere l'installazione di una base missilistica a Comiso.[25]
- 20 agosto: i ministri degli esteri, Vittorino Colombo, e della difesa, Lelio Lagorio, riferiscono sull'installazione di missili americani a Comiso alle corrispondenti commissioni della camera, riunite in seduta comune. Per il governo, a prescindere dalla località, la presenza dell'impianto è necessaria per colmare lo squilibrio coi missili sovietici localizzati oltre cortina, e ricorda che si tratta di una decisione già avallata dal parlamento nel 1979.[26]
- 22 agosto: con una intervista al quotidiano il Tempo Carlo Donat Cattin lancia pesanti strali contro la segreteria della DC. L'ex vice-segretario, al momento privo di cariche interne, parla di una linea politica compromessa dall'abbandono della guida del governo, a suo avviso non dovuta e chiede espressamente che Flaminio Piccoli si presenti dimissionario già all'assemblea preparatoria del congresso prevista a novembre.[27]
- 19 agosto: nella consueta conferenza stampa di fine estate la CONAD fa il punto sull'aumento dei beni di prima necessità e di largo consumo previsti per l'autunno. Il consorzio delle cooperative avverte che ci sarà un rincaro medio del 2% e una conseguente volata dell'inflazione, frutto di una economia malata nel suo complesso. Problema di particolare importanza, su cui si chiede l'intervento del governo, è quello dei servizi di trasporto con tutto quanto ne consegue (personale, imballaggi, ecc.), definiti dinamiche non controllabili da produttori e rivenditori.[28]
- 24 agosto: Spadolini incontra le delegazioni di Confcommercio e Confesercenti e chiede una tregua per frenare la corsa ai rincari. Esclusi blocchi o calmieri si propone un osservatorio nazionale che analizzi l'iter di formazione dei prezzi alla produzione e dei loro aumenti nel percorso dal produttore al consumatore.[29]

#### Settembre
- 1 settembre; viene presentato il rapporto dell'ISTAT sui prezzi e le tariffe nei primi sei mesi del 1981, dal quale si evince che, rispetto all'anno precedente, i lavoratori autonomi e dipendenti hanno pagato un +37% per elettricità e combustibili, +19,4% per l'alimentazione, +17,3% per l'abbigliamento e 15,6% per l'abitazione. Il rapporto viene reso pubblico nello stesso giorno in cui il ministro dell'industria, Giovanni Marcora, ha iniziato una trattativa con produttori e rivenditori per calmierare una serie di prodotti di largo consumo. Secondo l'istituto il problema origina dalla tendenza dell'esecutivo ad accordare le richieste di aumenti provenienti dall'ENEL e dai petrolieri, che aumentano senza controllo i costi energetici di produzione e trasporto.
- 4 settembre: al ministero dell'industria viene raggiunto l'accordo per un listino da varare entro il 15 settembre, coi prezzi di venti generi alimentari determinati provincia per provincia.
Consiglio dei ministri: convocata per affrontare i due problemi dell'inflazione e dei prezzi che la fanno crescere la riunione si conclude con un nulla di fatto. Le decisioni per il tasso programmato e per i tagli alla spesa pubblica sono rinviate a una riunione dei ministri economici, che dovrà elaborare una proposta valida fino a tutto il 1982.

Luigi Petroselli

- 16 settembre: a Roma viene eletto sindaco Luigi Petroselli. La maggioranza è formata da PCI e PSI, coi repubblicani che hanno votato scheda bianca e i socialdemocratici contro. La tensione si trasmette alla maggioranza di governo, con un aspro scontro tra la DC e gli alleati che consentito la formazione di una giunta di sinistra.[30]
- 18 settembre: a dieci giorni dalla scadenza dei termini il ministro del tesoro, Nino Andreatta, dichiara che non è disposto a firmare una legge di bilancio priva di robusti tagli alla spesa pubblica e improntata a interessi clientelari. Il ministro del lavoro, Michele Di Giesi, fa sapere che non intende ridurre le spese previdenziali; il ministro della sanità, Renato Altissimo, dichiara di non sapere come e dove tagliare 4.000 miliardi del bilancio ministeriale col ritiro del decreto sui ticket dei medicinali. Secondo il ministro del bilancio, Giorgio La Malfa, il disavanzo totale raggiungerà i 65 mila miliardi, riducibile a 56 mila se il governo riuscirà a trovare 6mila miliardi di nuove entrate.[31]
- 23 settembre: Spadolini illustra ai capigruppo parlamentari della maggioranza il disegno di legge che assegna all'INPS la retribuzione del primo giorno di malattia, un provvedimento che dovrebbe anche ridimensionare il fenomeno del micro-assenteismo. Nel giro di 24 ore la proposta viene ritirata per le riserve di ordine tecnico dell'istituto previdenziale e dei tecnici del ministero del lavoro.
- 25 settembre: consiglio dei ministri: in un clima conflittuale nella maggioranza sono approvati la legge finanziaria e il bilancio di previsione per il 1982. È approvato anche il piano triennale predisposto dal ministero del bilancio. La manovra prevede un aumento delle spese di 55.526 miliardi, cui vanno aggiunti i 5 mila miliardi del fondo anti-inflazione. Sono previsti tagli a sanità (4.700 miliardi) e previdenza (2.500 miliardi) e un aumento dei contributi previdenziali qualora l'INPS dovesse superare il prelievo di 5.000 miliardi dalla tesoreria di stato.[32]
- 28 settembre: il governo risponde alla camera a interrogazioni e interpellanze sullo scandalo P2, ed in particolare sulle indagini. Assente il governo (risponde il sottosegretario Francesco Compagna) la maggioranza è rappresentata da tre soli deputati, tutti presenti negli elenchi di Licio Gelli. Le opposizioni chiedono che sia Spadolini in persona a riferire.[33]

#### Ottobre
- 3 ottobre: parlando al TG1 delle 20 il presidente del consiglio dichiara che si dovranno fare sacrifici per salvare l'economia. Alle misure già annunciate Spadolini aggiunge l'aumento di 100 lire delle sigarette italiane e di 200 lire delle estere, un aumento di 100 lire per le lettere ordinarie, un aumento di 40 lire del gas metano e del 14% delle tariffe aeree nazionali. Nelle stesse ore il ministro delle finanze, Rino Formica, interviene a Viareggio al convegno nazionale dell'ANCI e sostiene la necessità di riassegnare una capacità impositiva ai comuni a partire dal settore immobiliare.[34]
- 16 ottobre: consiglio dei ministri: viene approvato un disegno di legge sui beni culturali che dimezza le tasse di successione per beni di interesse storico (che potrà essere pagata anche con la cessione allo stato di beni compresi nell'asse ereditario), esenta dalle imposte gli immobili destinati ad uso culturale e consente di detrarre dalla denuncia dei redditi le spese di mantenimento di beni compresi nelle leggi di tutela in vigore. Un secondo disegno di legge prevede l'allargamento dei professionisti che possono rappresentare il contribuente in sede di contenzioso tributario. Desta polemiche l'aumento a 10.000 miliardi in bilancio per le spese militari quando si sono aumentati i ticket sui medicinali e non si è posto un effettivo freno all'aumento dei prezzi.[35]
- 20 ottobre: incalzato da oltre cento interrogazioni Spadolini riferisce in parlamento sulla questione del Corriere della Sera e sull'andamento delle indagini. Il presidente del consiglio dichiara che se ne sa ancora troppo poco e che la vicenda appare sempre più mirata a condurre sotto controllo politico il maggiore quotidiano italiano. Rassicura, inoltre, che non c'è alcun coinvolgimento di pubblico danaro e che l'IRI non ha mai avuto intenzione di rilevarlo.[36]
- 23 ottobre: con una mossa a sorpresa il governo emana un decreto legge che aumenta la benzina super e normale di 65 lire, il gasolio auto di 29, il GPL di 40 e il gasolio per riscaldamento di 23. La decisione è giustificata dalla necessità di racimolare 8.000 miliardi da destinare all'ENEL per risanare il bilancio e finanziare il piano energetico nucleare.[37]

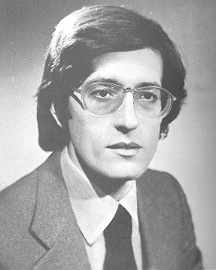
Giuseppe Rippa

- 31 ottobre-2 novembre: congresso del partito radicale: l'assise si caratterizza per lo scontro tra Marco Pannella, che vuole un partito tutto unito nella lotta alla fame nel mondo, e le opposizioni interne (gli ex Lotta Continua Marco Boato e Mimmo Pinto; i filo-socialisti Giuseppe Rippa e Francesco Antonio De Cataldo). Il partito si pone come elemento qualificante di un'alternativa di sinistra per il governo. Pannella viene eletto segretario col sostegno di quattro vice, rappresentanti delle diverse tendenze interne.[38]

#### Novembre
- 6 novembre: mentre è in corso la discussione sulla legge finanziaria il governo annuncia alla commissione finanze del senato 2064 miliardi di nuove entrate attraverso aumenti di IRPEF, ILOR, concessioni governative, pubblicità e bolli.[39]
- 10 novembre: Giulio Andreotti e Mario Tanassi sono convocati dalla commissione inquirente per rispondere di favoreggiamento e interesse privato in atti di ufficio. I fatti risalgono al 1974-1975 quando erano, rispettivamente, ministri delle finanze e della difesa, e si riferiscono alla nomina del generale Raffaele Giudice a comandante della guardia di finanza.[40]
- 18 novembre: congresso del PLI: Valerio Zanone delinea per il PLI una linea politica e una identità adeguate ai grandi mutamenti dell'ultimo decennio. Abbandonato il conservatorismo di Giovanni Malagodi i liberali parlano di liberal-socialismo nelle more di una rinnovata collaborazione con PSI e PRI. Zanone è riconfermato a larga maggioranza. Restano all'opposizione Egidio Sterpa e Raffaele Costa.[41]
- 25-30 novembre: assemblea nazionale DC: aperta dalla relazione di Luigi Gui, presidente incaricato, si svolge in un clima di forte contrapposizione tra le correnti interne e i sostenitori esterni (ACLI, Movimento Popolare). A tenere banco nel dibattito la frammentazione interna del partito, lo statuto e le procedure e un rinnovamento dell'immagine esterna. L'assise si conclude con la scelta di tornare all'elezione diretta del segretario con una soglia di sbarramento per entrare nel consiglio nazionale (allo scopo di ridurre il potere contrattuale dei capi-corrente) l'inserimento di esterni nei congressi nella misura del 10% e la costituzione di sezioni d'ambiente affiancate a quelle ordinarie per fluidificare il tesseramento. Le effettive decisioni sono demandate al primo consiglio nazionale utile.[42]

#### Dicembre
- 5 dicembre: nel dibattito sulla legge finanziaria al senato viene rinviato il voto finale sulla spesa pubblica per l'accoglimento delle proposte del PCI sul tetto di 50.000 miliardi di disavanzo e di accordare ai comuni la facolta di aumentare gli stanziamenti fino al limite programmato del tasso di inflazione. La decisione del governo è male accolta da socialdemocratici e liberali, al punto che Pietro Longo chiede un immediato vertice dei cinque partiti della maggioranza. Spadolini accoglie la proposta socialista di un vertice coi ministri finanziari e respinge l'accusa della stampa di destra di essersi piegato ai voleri del PCI.[43]
- 10 dicembre: Spadolini pone la fiducia sull'articolo della legge finanziaria che introduce i ticket su medicinali e prestazioni sanitarie. Le opposizioni lo ribattezzano tassa sulla salute e accusano il governo di scarsa coesione.[44]
- 12 dicembre: si riunisce un vertice dei partiti di maggioranza col presidente del consiglio. Viene espresso il comune impegno a portare avanti la politica economica a partire dalla legge finanziaria. Un nuovo vertice, a gennaio, definirà l'agenda dell'esecutivo per la legislatura.[45]

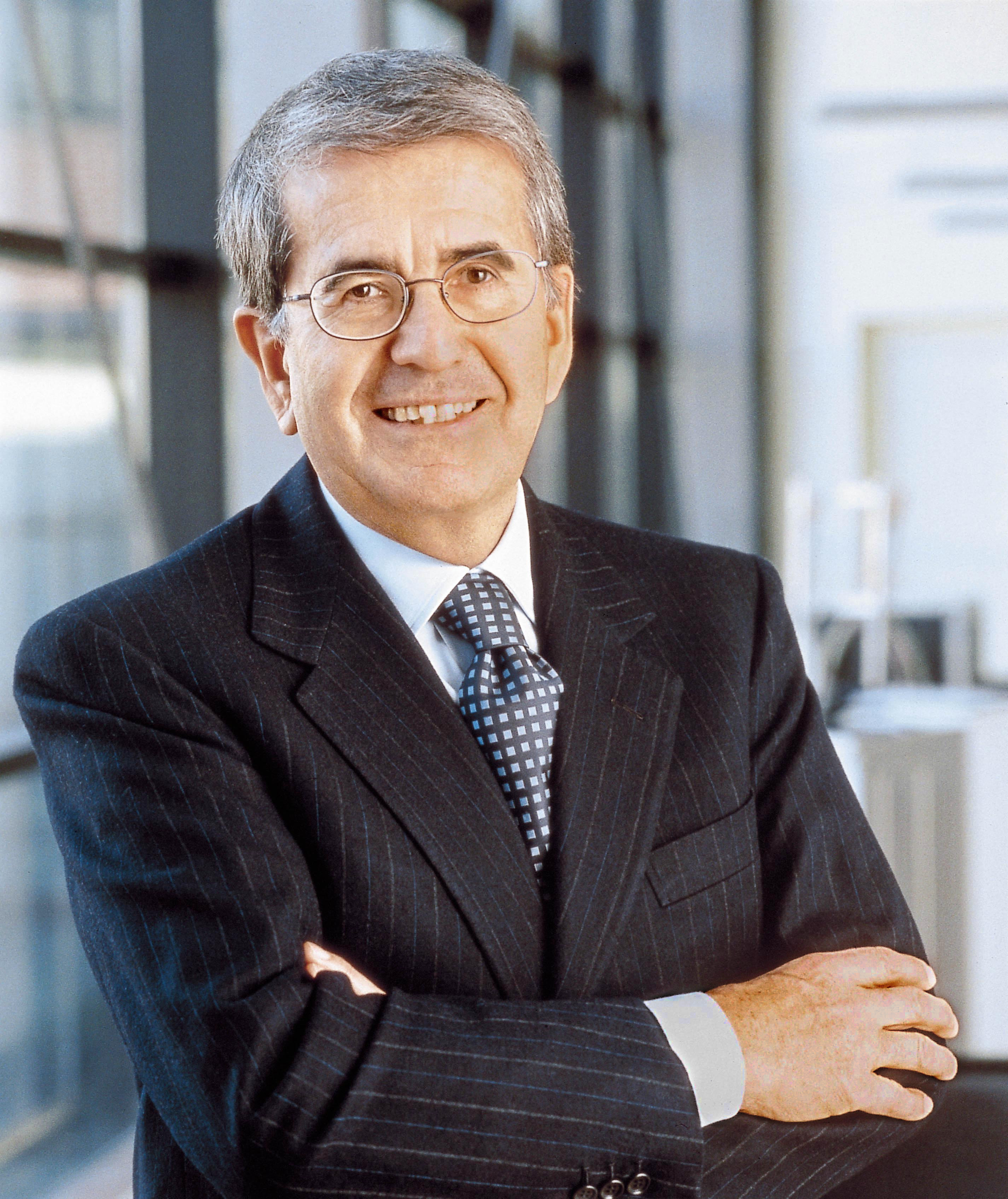
Vittorio Merloni

- 15 dicembre: il presidente di Confindustria, Vittorio Merloni, chiede al governo di allentare la stretta creditizia e monetaria, minacciando in caso contrario il mancato pagamento delle tredicesime ai lavoratori. Merloni utilizza la minaccia come strumento di contrattazione e chiede la riduzione del tasso di sconto e il pagamento del debito da parte delle imprese pubbliche, che ammonta a circa 7.000 miliardi.[46]
- 22 dicembre: consiglio dei ministri: il governo approva i decreti che rendono esecutivi alcuni provvedimenti della legge finanziaria, dalla quale sono stralciati, per rastrellare 2.000 miliardi. Le tariffe elettriche aumentano del 2% per ogni bimestre del 1982 per un aumento complessivo del 7,2% a Kw/ora; viene confermata l'addizionale provvisoria del 50% sui bolli di circolazione approvata nel 1981 e sono aumentate del 30% le tariffe; aumentano da 2.000 a 3.000 lire le carte da bollo per tutti gli atti pubblici (esclusi quelli giudiziari e scolastici). Aumenta da 52.000 a 130.000 lire la detrazione d'imposta sui redditi da lavoro dipendente inferiori a tre milioni di lire ed alzato da 3 milioni a 3 milioni e 500 mila lire il tetto minimo di reddito tassabile.[47]

### 1982

#### Gennaio
- 9 gennaio: in un articolo anonimo pubblicato sull'Avanti! il PSI accusa la maggioranza di deterioramento e ne attribuisce la colpa alla DC. Secondo il quotidiano socialista i democristiani fingono di ignorare i problemi dell'esecutivo per prolungarne l'esistenza, scongiurare le elezioni anticipate e impedire la costruzione di un'alternativa di sinistra. Flaminio Piccoli replica che la DC ha contribuito al mantenimento della legislatura rinunciando alla guida del governo e sta difendendo non tanto la legislatura stessa, quanto la necessità di affrontare i gravi problemi del paese,[48]
- 15 gennaio: consiglio dei ministri: viene approvato il disegno di legge per l'istituzione del Servizio nazionale di protezione civile, coordinamento di forze armate, vigili del fuoco, sanità e organizzazioni a vario titolo impegnate in questa attività.[49]
- 22 gennaio: consiglio nazionale DC: vengono discusse le modifiche statutarie per il congresso decise all'assemblea nazionale di novembre, senza le quali non si potrà convocare l'assise. Carlo Donat Cattin viene accusato di boicottare il dibattito per provocare la crisi di governo (ciò che comporterebbe il rinvio automatico del congresso) e spianare la strada a un governo a guida socialista.
La corte costituzionale, deliberando su istanza della corte d'appello di Torino, stabilisce che le sentenze di annullamento dei matrimoni religiosi emesse dalla sacra rota non saranno più trascritte automaticamente; i tribunali italiani dovranno prima verificare che il procedimento ecclesiastico abbia rispettato i principi processuali sanciti dalla Costituzione italiana.
Consiglio dei ministri: varato un decreto legge sulla casa che proroga gli sfratti da due a sei mesi per le famiglie con reddito fino a 12 milioni di lire, aumenta la tassazione per le case sfitte e riduce del 50% IRPEF e IRPEG sugli affitti di alloggi di nuova costruzione.[50]
- 29 gennaio: direzione nazionale PSI: Craxi delude le attese sulla presa di posizione socialista al nuovo corso del PCI, attaccato dai comunisti sovietici per le posizioni solidali con la Polonia e il sindacato Solidarność. Nel rinviare l'analisi ad un prossimo comitato centrale il segretario socialista invoca un chiarimento nella maggioranza per dare un senso agli ultimi due anni della legislatura. Le minoranze interne (Giacomo Mancini, Francesco De Martino, Riccardo Lombardi) contestano la prudenza della maggioranza, che dovrebbe lavorare a un patto di governo tra i due maggiori partiti della sinistra.
Direzione nazionale DC: Flaminio Piccoli ufficializza la convocazione del congresso nazionale del partito (14 18 aprile). Voci non ufficiali assicurano che il chiarimento nella maggioranza e la verifica di governo si svolgeranno dopo l'assise democristiana, ciò che rinvia una eventuale crisi di governo alla primavera inoltrata. L'assise approva la relazione del segretario con la sola eccezione della pattuglia che fa capo a Carlo Donat Cattin.[51]

#### Febbraio
- 2 febbraio: il governo viene sconfitto alla camera alla quinta reiterazione del decreto legge che raddoppia il ticket sui farmaci. Dopo quattro presentazioni, nessuna delle quali giunta alla trasformazione in legge ordinaria nel termine stabilito dei 60 giorni, la cosiddetta tassa sulla salute decade in via definitiva anche grazie all'apporto di almeno 50 franchi tiratori nella maggioranza.[52]
- 6 febbraio: alla camera passa a sorpresa un emendamento del PCI sulla legge finanziaria che abolisce l'imposta addizionale dell'8% sugli interessi bancari. Nel gettito tributario del 1982 si apre di conseguenza un buco di 523 miliardi.[53]
- 15 febbraio: dopo pesanti polemiche incrociate tra la DC e il PSI sulla Guerra civile di El Salvador, e in particolare sulla posizione filo-governativa del ministro degli esteri, Emilio Colombo, Craxi invita ufficialmente il governo a correggere la propria linea politica, minacciando in caso contrario un voto contrario e l'apertura della crisi di governo.[54]

Giorgio Almirante

- 18 febbraio: congresso del MSI: Giorgio Almirante ringrazia il segretario del Partito radicale Marco Pannella per essere intervenuto, parla di «caduta degli steccati» che hanno emarginato la Destra nazionale nella storia dell’Italia repubblicana, bloccando ogni possibilità di evoluzione del sistema politico. Pino Rauti chiede un MSI meno nostalgico e sostiene che è necessario superare lo stereotipo di destra. Sono presentate tre mozioni: Nuova Repubblica (Almirante) 72,4%, membri al Comitato centrale 188; Spazio Nuovo (Rauti) 19,1%, membri al Comitato centrale 63; Destra 80 (Pino Romualdi), 8,5% membri al Comitato centrale 29. Almirante confermato segretario nazionale.
- 21 febbraio: con un fondo anonimo pubblicato sull'Avanti! il PSI si schiera contro la politica monetaria del governo, in particolare contro il ministro del tesoro. Secondo i socialisti il costo elevato del denaro blocca le attività produttive e gli investimenti. L'articolo esce nello stesso giorno in cui il ministro delle finanze, Rino Formica, chiede formalmente a Spadolini un vertice per far fronte all'esportazione clandestina di capitali, che ha raggiunto quasi i mille miliardi.[55]
- 25 febbraio: il presidente del consiglio e i segretari dei partiti di maggioranza si riuniscono per un chiarimento che, aperto all'ultimo momento ad ogni argomento, viene definito sulla stampa una verifica della tenuta dell'esecutivo. Sono diffusi tre documenti di politica estera e uno di politica economica. Il governo mantiene le proprie posizioni sulla crisi di El Salvador e sulla Polonia e rinvia a data da destinarsi la questione del tasso di sconto sollevata dai socialisti, prende impegno a portare alla conclusione la sessione di bilancio e a proseguire gli interventi contro l'inflazione.
Col voto definitivo del senato viene approvata la riforma della finanza locale. Sono stanziati 4.500 miliardi per il 1982, 5.000 per il 1983 e 5.500 per il 1984 da destinare alla Cassa depositi e prestiti per la contrazione di mutui da parte dei comuni, che potranno rivolgersi anche a istituti di credito. Viene mantenuto il fondo di 200 miliardi per i comuni fino a 20.000 abitanti, e ne saranno costituiti altri due per quelli superiori e le province. Autorizzato un investimento di 65 miliardi per la costruzione di linee di metropolitana.[56]

#### Marzo
- 4 marzo: cinque emendamenti alla legge finanziaria presentati alla commissione bilancio della camera dal ministro del tesoro, Nino Andreatta, provoca uno scontro col ministro del lavoro, Michele Di Giesi, e con la segreteria del PSDI. Andreatta è accusato di non consultarsi con gli alleati su temi delicati, e viene contestato dal collega in quanto la materia previdenziale rientra nelle competenze del lavoro. Di Giesi dichiara di non riconoscerli e minaccia le dimissioni. Spadolini avoca la questione, respinge la richiesta di dimissioni di Andreatta e convoca i ministri finanziari, coi quali decide di unire le proposte in un disegno di legge.[57]
- 5 marzo: consiglio dei ministri: approvato un disegno di legge che parifica i trattamenti pensionistici maturati al 1º gennaio 1978 a quelli maturati successivamente per i soli dipendenti pubblici; due decreti che riformano le scuole di specializzazione universitaria; un disegno di legge che aumenta le indennità per spese di trasferta dei testimoni e quelle spettanti ai custodi giudiziari. È approvato il protocollo di adesione alla convenzione di Ginevra per la protezione dei brevetti industriali.[58]

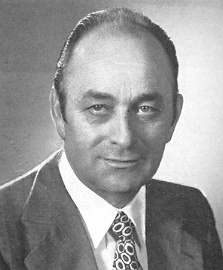
Franco Nicolazzi

- 8 marzo: a due settimane dalla scadenza la maggioranza si divide sul decreto cosiddetto Nicolazzi-bis sulla proroga degli sfratti, che prevede finanziamenti per edilizia popolare con spesa superiore al gettito dei contributi Gescal. Il relatore, Giuseppe Botta, ne contesta l'approssimazione sia come presidente della commissione lavori pubblici, sia a nome della DC.
- 9 marzo: a conclusione di un convegno dedicato all'economia organizzato dalla DC a Bari il ministro delle finanze, Beniamino Andreatta dichiara che i più recenti aumenti della benzina e la stretta creditizia restano in vigore nonostante la diminuzione del prezzo del petrolio e un migliore andamento del mercato azionario. In questo modo il beneficio va allo stato e la differenza viene incamerata dal fisco e potrà eventualmente finanziare lo sgravio di altre imposte.
- 11-14 marzo: dopo uno scontro durato oltre due mesi per le pretese socialiste sulla presidenza Spadolini annuncia il commissariamento dell'Eni nella persona di Enrico Gandolfi (presidente della SAIPEM). La decisione aumenta la tensione nella maggioranza, sconfitta alla commissione bilancio della camera sulla riforma delle partecipazioni statali, e lo scontro sul disegno di legge per la regolamentazione delle TV private predisposto dal ministro delle poste Remo Gaspari, bocciato da PSI e PSDI. Per attenuare il clima di scontro e la possibile apertura di una crisi di governo Spadolini pone la fiducia sul decreto Nicolazzi-bis, migliorato sulla base delle richieste di PSI, PSDI e PCI, che passa con 352 voti su 589 presenti.[59]
- 18 marzo: Camera e Senato, riunite in seduta comune, prosciolgono Giulio Andreotti, Mariano Rumor e Mario Tanassi dall’accusa di favoreggiamento nei confronti di Guido Giannettini, agente del Sid imputato nel processo per la strage di piazza Fontana.
- 26-29 marzo: congresso PSDI: l'assise è caratterizzata da un'accentuazione della polemica contro la DC e dalla riaffermazione dell'intesa col PSI per la formazione di un polo laico-socialista. Approvata la linea della segreteria per un patto di legislatura che rafforzi il governo, senza il quale il PSDI uscirà dalla maggioranza e chiederà elezioni anticipate. Pietro Longo è riconfermato segretario.[60]

#### Aprile

Carlo Alberto Dalla Chiesa

- 2 aprile: consiglio dei ministri: viene ufficializzata la nomina a prefetto di Palermo del generale Carlo Alberto dalla Chiesa.[61]
- 3-4 aprile: Spadolini riferisce alla camera sulla liberazione dell'assessore napoletano Ciro Cirillo; oggetto del contendere la trattativa con le Brigate Rosse portata avanti dalla Nuova camorra organizzata e da Raffaele Cutolo con implicazioni dei servizi segreti. L'accusa alla DC di aver pagato il riscatto a poche ore dall'omicidio del prof. Aldo Semerari provoca uno scossone nella maggioranza. Parlando alla conferenza nazionale del PSI in corso a Rimini Craxi non lancia accuse ma chiede che venga chiarita la posizione dei politici e dei funzionari dei servizi coinvolti. Flaminio Piccoli, con un articolo su il Popolo, avverte che se PSI e PSDI vogliono provocare la crisi di governo se ne dovranno assumere la piena responsabilità.[62]
- 8 aprile: dopo una seduta fiume di cinque giorni la camera approva la legge finanziaria in un clima di forte scontro nella maggioranza. Il ministro del tesoro precisa che il tetto dei 50.000 miliardi di disavanzo sarà superato di almeno 10.000 miliardi se non si troveranno altre entrate e non si opereranno drastiche misure di taglio alla spesa pubblica.[63]
- 18 aprile: il PSI chiede formalmente le dimissioni del ministro del tesoro, Nino Andreatta, che a sua volta ha lanciato pesanti attacchi verso l'atteggiamento dei socialisti in materia di economia. Spadolini e la DC fanno quadrato in difesa del ministro ma la convocazione di un consiglio dei ministri straordinario viene annullata per il rifiuto dei ministri del PSI di prendervi parte.
Nelle stesse ore il ministero per il commercio estero presenta una relazione in cui viene quantificato in 2.038 miliardi il disavanzo della bilancia dei pagamenti, con un esborso delle banche di 1.455 miliardi per onorare i debiti con l'estero e di 3.493 miliardi dell'Ufficio italiano cambi. Per affrontare l'erosione delle riserve valutarie e rafforzare la lira sul mercato dei cambi sono vietati i pagamenti anticipati dei debiti e ridotti i tempi di mantenimento della valuta da parte degli operatori.[64]
- 22 aprile: Spadolini e Craxi sono convocati dal presidente della repubblica. Si parla di un dibattito parlamentare sullo stato della maggioranza subito dopo l'imminente congresso della DC ma il ministro socialdemocratico Di Giesi sostiene che la presentazione del governo alle camere deve avvenire il 3 maggio, in modo da poter votare anticipatamente il 27 giugno. Viene ritirata la richiesta di dimissioni di Andreatta ma rimane la crisi della maggioranza e l'intenzione del PSI di sostenere le dimissioni del governo dopo l'approvazione della legge finanziaria.[65]
- 26 giugno: al termine del dibattito sulla legge finanziaria alla camera Spadolini prende la parola per riferire, attraverso l'iter del provvedimento, sui problemi che hanno caratterizzato l'azione della maggioranza. Il presidente del consiglio fa una distinzione tra area dei partiti e area di governo, giustificando le divergenze alla complessità dei rapporti tra partiti dalla storia tanto diversa. Liquidate con poche parole le polemiche che hanno coinvolto il ministro Andreatta, dichiara che se la crisi sarà aperta non sarà per sua volontà.[66]

Pio La Torre

- 30 aprile: su decisione del Comitato interministeriale prezzi entrano in vigore aumenti per la carta dei quotidiani (da 695 a 721 lire) e per i medicinali (secondo scaglione pari al 6%). Le tariffe telefoniche aumentano in sei scaglioni dal 1º agosto 1981 al 1º aprile 1983 per le utenze affari, da 102 a 106 per gli scatti del trimestre di fatturazione oltre il 400º dal 1º dicembre 1982.
A Palermo viene ucciso dalla mafia il segretario regionale del PCI Pio La Torre.
Col voto definitivo del senato sono abrogati i patti agrari in vigore dal 1950. Eliminata la mezzadria sono introdotti contratti di affitto della durata minima di 15 anni con equo canone calcolato sul reddito catastale. Il contadino, inoltre, potrà eseguire miglioramenti e trasformazioni colturali ed edilizie anche se il proprietario è in disaccordo. Se c'è accordo tra le parti gli accordi precedenti possono rimanere in vigore: la norma è contestata da sinistra come una concessione ai grandi proprietari terrieri richiesta e ottenuta dalla destra DC come contropartita al voto favorevole.[67]

#### Maggio
- 2-6 maggio: congresso nazionale DC: Flaminio Piccoli presenta una relazione che difende l'operato della maggioranza interna, specie sul fronte del governo, e si fa da parte: i candidati alla segreteria sono Ciriaco De Mita (area Zac, i dorotei di Piccoli, gli andreottiani e i fanfaniani) e Arnaldo Forlani (dorotei di Antonio Bisaglia, i gruppi di Carlo Donat Cattin, Emilio Colombo, Mariano Rumor). Il congresso elegge segretario De Mita con il 57% dei voti contro il 43% ottenuto da Arnaldo Forlani. Nel nuovo consiglio nazionale i membri si dividono tra il 35% alla destra, il 34,7% alla nuova area P.A.F. (Piccoli-Andreotti-Forlani) e il 30,2% all'area Zac.[68]
- 17 maggio: Spadolini interviene all'assemblea annuale dell'Assolombarda con un discorso che associa la difesa del governo, accusato pochi giorni prima di inconcludenza da Vittorio Merloni all'assemblea annuale di Confindustria, a un appello a far decadere le pregiudiziali nel rapporto coi lavoratori.
- 22 maggio: il segretario socialdemocratico Pietro Longo attacca il governo e personalmente Spadolini per la decisione del ministero degli esteri, avallata dall'esecutivo, di sospendere le sanzioni all'Argentina, decise per la guerra delle Falkland. Longo lamenta la mancanza di collegialità in decisioni delicate come l'embargo delle forniture militari e dichiara che la diversità di opinioni non può essere cancellata dalle veline.[69]
- 25 maggio: la commissione lavori pubblici della camera approva il progetto di legge per la programmazione nel settore stradale e autostradale, che prevede un piano decennale di nuovi itinerari concordati con le regioni e sottoposti all'approvazione del parlamento. Approvato un provvedimento stralcio che stanzia 800 miliardi, 300 dei quali destinati da subito al completamento della tratta Livorno-Grosseto della via Aurelia, della superstrada Roma-Venezia, l'ultimazione della Roma-l'Aquila-Teramo attraverso la galleria del Gran Sasso.[70]

#### Giugno

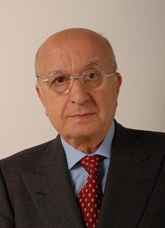
Ciriaco De Mita

- 1 giugno: il governatore della Banca d'Italia, Carlo Azeglio Ciampi, presenta un rapporto allarmante sull'economia nazionale e sulla politica economica del governo. Ciampi chiede misure drastiche, a partire dalla revisione della scala mobile. La presa di posizione della banca centrale diventa subito terreno di scontro tra i partiti della maggioranza in vista della verifica nel pentapartito. De Mita, neo-segretario della DC appoggia le richieste, PSI e PSDI dichiarano di non voler assumere ulteriori responsabilità in tema di economia, il PLI mette in dubbio la capacità dell'istituto di contenere le debolezze del sistema senza una programmazione.[71]
- 3 giugno: il governo viene battuto nella commissione bilancio della camera sulla proposta del PCI che estende le tutele del Servizio sanitario nazionale alle cure termali anche nei periodi di malattia e infortunio.[72]
- 6-5 giugno: elezioni amministrative: nella maggioranza i partiti laici crescono a scapito di DC e PCI. La DC scende da 35 a 32,8%, il PCI da 23,7 a 22,3%. Il PSI sale da 9,2 a 13,7%, il PSDI da 3 a 4,2%, il PRI da 3,1 a 4,2%, il PLI da 0,6 a 1,6%. Inalterato il risultato del MSI, che perde un insignificante 0,1%.
- 15 giugno: al termine di una riunione dei ministri economici l ministro del bilancio, Giorgio La Malfa, afferma che il governo è bloccato dalla necessità di reperire 10.000 miliardi per riportare il debito pubblico entro limiti accettabili, ma non fornisce una soluzione al problema. Tra le file della maggioranza si esprime cautela per un possibile decreto estivo con aumenti a pioggia su beni, servizi e tariffe. Spadolini viene invitato a riferire in parlamento.[73]
- 18 giugno: nel rendiconto presentato dal ministero del tesoro ai presidenti delle camere viene ufficializzato l'ammontare del debito pubblico italiano a 65.000 miliardi, 15.000 in più del limite invalicabile che il governo si era prefisso nel programma. Nel dubbio su come arginare il disavanzo il ministro dell'industria, Giovanni Marcora, parla di aggravi fiscali, una revisione delle tariffe amministrative, tagli alla spesa pubblica e alla scala mobile.[74]
- 22 giugno: Spadolini riferisce alle camere sui problemi dell'economia ma non annuncia misure per il contenimento del disavanzo, rinviando le scelte sul costo del denaro e sulla bilancia dei pagamenti all'elaborazione di adatti provvedimenti. Le divisioni tra i partiti della maggioranza, specie sulla scala mobile, costringono il presidente del consiglio ad ammettere che non sarà possibile predisporre un piano al breve termine.[75]

#### Luglio
- 4 luglio: consiglio dei ministri: sono approvati vari decreti legge, predisposti dai ministeri del tesoro e delle finanze, con misure per l'assestamento di bilancio per il 1982 e vari provvedimenti fiscali e finanziari. Sulla base del rendiconto di esercizio 1981, che presenta un disavanzo di 65.724 miliardi e una crescita del 44% dei residui passivi, viene annunciata una riconsiderazione delle dotazioni di cassa sui residui accertati per mantenere in circa 63.000 miliardi il ricorso ai titoli di stato. Su proposta del ministro delle finanze, Rino Formica, viene introdotta una pena da due a cinque anni per gli evasori fiscali, con possibilità di procedere a prescindere dall'iter di accertamento della violazione e del suo completamento, la chiusura amministrativa per negozianti e professionisti che non rilasciano ricevute fiscali e un condono per chi, tra il 1976 e il 1980, non ha denunciato i propri redditi o ha dichiarato dati falsi. Viene allentato il segreto bancario, dando modo a fisco e guardia di finanza di accedere più facilmente alle informazioni col mandato della magistratura. Nell'attesa della riforma dell'intervento straordinario nel sud sono prorogati gli interventi sulla Cassa del Mezzogiorno fino al 30 dicembre 1982.[76]
- 5 luglio: incalzato dalle opposizioni Spadolini esce dal riserbo e riferisce per la seconda volta sul caso dell'assessore Ciro Cirillo ammettendo che i servizi segreti (SISMI e SISDE) sono intervenuti presso Raffaele Cutolo per ottenere la sua mediazione col beneplacito della direzione generale degli istituti di prevenzione e pena, che hanno autorizzato l'ingresso nel carcere di Ascoli Piceno anche al sindaco democristiano di Giugliano e di due camorristi (presenza negata nella prima relazione). È stato accertato, aggiunge Spadolini, che i registri di ingresso del carcere presentano abrasioni, cancellature e sovrascritture. Il presidente del consiglio evita di parlare delle responsabilità dirette della DC.[77]
- 8-11 luglio: si svolge al senato la verifica parlamentare della maggioranza, più volte rinviata e convocata d'urgenza dopo una profonda spaccatura in consiglio dei ministri sul tema della scala mobile. La relazione di Spadolini, giudicata evasiva ed inconcludente, è approvata col ricorso a un voto di fiducia accordato dai cinque partiti di governo per dovere prima che per approvazione.[78]
- 16 luglio: la DC lancia un ultimatum contro il ministro Gianni De Michelis e contro il presidente del consiglio, al quale chiede conto delle accuse lanciate dal responsabile delle partecipazioni statali. Un articolo de il Popolo, rilanciato da Ciriaco De Mita a Tribuna elettorale, smentisce che le misure economiche sostenute dai ministri Andreatta e Marcora siano state dettate dalla Confindustria, e sostiene che un'alternativa di sinistra senza la DC non è possibile.[79]

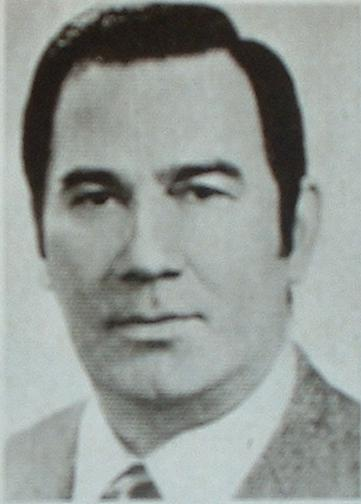
Antonio Ammaturo

- 17 luglio: riferendo alla camera sull'omicidio di Antonio Ammaturo il ministro degli interni, Virginio Rognoni, ammette l'ipotesi che esistano legami tra il terrorismo rosso e la camorra napoletana. In mancanza di prove certe si ipotizza che frange di organizzazioni disgregate approfittino della criminalità per proseguire l'opera di destabilizzazione dello stato.[80]
- 31 luglio-1 agosto: consiglio dei ministri: dopo due rinvii viene annunciata la manovra da 40.000 miliardi per il periodo settembre 1982-maggio 1983, costituita da 15.000 miliardi di nuove entrate e 25.000 di tagli alla spesa pubblica. Tra le misure adottate l'aumento di 100 lire della benzina (per un gettito di 1.630 miliardi) e di 40 lire per il gasolio (765 miliardi), da 36 a 72 lire delle lattine da 33 centilitri della birra (124 miliardi), aumento da 8 a 10% dell'IVA su tutti i prodotti non compresi nel paniere della scala mobile, da 15 a 18% per tutti i prodotti esclusa la carne bovina. È previsto un aumento del 2% del costo della vita. Annunciata una seconda manovra da 7.000 miliardi per l'autunno.[81]

#### Agosto
- 5-6 agosto: incalzato dalle proteste sulla manovra Spadolini convoca un consiglio dei ministri straordinario che il ministro delle finanze, Rino Formica, annuncia di voler disertare dopo che il governo è stato battuto quattro volte alla camera su altrettanti decreti in materia economica. Nonostante un vertice del presidente del consiglio coi ministri economici e i segretari dei partiti di maggioranza il PSI prende atto che il governo non è in grado di continuare a causa del numero sempre più alto di franchi tiratori interessati a ostacolarlo. Craxi riunisce la direzione del partito, dopo la quale i ministri socialisti rassegnano le dimissioni.[82]
- 7 agosto: Spadolini rassegna le dimissioni del governo.